# کولما (کالیفرنیا)
کولما (به انگلیسی: Colma) شهری در شهرستان سن ماتئو ایالت کالیفرنیا است که در سرشماری سال ۲۰۲۰ میلادی، ۱٬۵۰۷ نفر جمعیت داشته است.